# Cantonul Capesterre-de-Marie-Galante
Cantonul Capesterre-de-Marie-Galante este un canton din arondismentul Pointe-à-Pitre, Guadelupa, Franța.

## Comune
- Capesterre-de-Marie-Galante : 3.563 locuitori